# Золотой фазан
Золотой фазан (Chrysolophus pictus (Linnaeus, 1758)) — птица рода воротничковых фазанов. Один из самых ярких представителей семейства фазановых. Родиной этой красивой птицы является западный Китай. Самцы отличаются очень красивым оперением, и поэтому представители вида в качестве декоративных птиц содержатся в зоопарках и на птицефермах. В Европе золотых фазанов можно наблюдать главным образом в неволе. В Средней Европе и Великобритании существуют полудикие популяции золотого фазана, однако этих пугливых птиц в природных условиях увидеть сложно.

## Внешний вид
Золотой фазан принадлежит к числу наиболее красивых видов. Самец с густым хохлом из рассученных золотисто-жёлтых перьев и с воротником из блестящих оранжевых перьев с бархатисто-чёрными каемками. Спина золотисто-жёлтая; нижняя сторона тела блестящая ярко-красная. Плечевые перья тёмно-синие. Самка ржаво-бурая с чёрными пятнами и полосками. Крылья приспособлены к полёту, но фазаны предпочитают бегать.

## Среда обитания
Вид обитает на юге Забайкальской области до Амура, в Восточной Монголии и в Южном Китае. При этом родиной золотого фазана является Китай — территория, на северо-западе ограниченная Тибетским нагорьем, на востоке провинцией Аньхой, на юге провинциями Гуйчжоу.
Золотые фазаны обитают в горных районах центральной части Китая на высоте до 2000 метров над уровнем моря, в горных лесах юго-восточного Тибета и на севере Ассама. В восточной части Тибета живёт также алмазный фазан. Однако золотой населяет низинный пояс гор, а алмазный — более высокий (2000—3000 метров над уровнем моря). Фазаны населяют бамбуковые заросли в предгорьях.
Золотые фазаны избегают лесной, болотистой и открытой местности. Золотой фазан живёт вблизи сельскохозяйственных угодий, появляясь на чайных плантациях и террасовых полях. Нескольким завезенным в Великобританию золотым фазанам удалось бежать на волю. Птицы освоились в новой среде, начали гнездиться и вскоре образовали довольно большую популяцию. Здесь, однако, золотые фазаны предпочли другой тип местности: густые сосновые, лиственные и даже смешанные леса.

## Пища
На своей родине золотые фазаны кормятся в основном листьями и побегами различных кустарников, а также бамбука. Поедают они и цветки рододендронов. Нередко ради разнообразия золотые фазаны склёвывают мелких жуков и пауков. Днём они кормятся на земле, а ночью спят, спасаясь от хищников, высоко на деревьях. Золотой фазан держится в пределах собственной территории. Птицы, живущие высоко в горах, днём часто спускаются в более низкие районы. В поисках пищи золотой фазан с лёгкостью пролезает даже сквозь самые густые заросли. Рацион питания золотых фазанов, обитающих в Европе, мало изучен. Вероятно, меню европейских золотых фазанов не отличается от меню их китайских родичей.

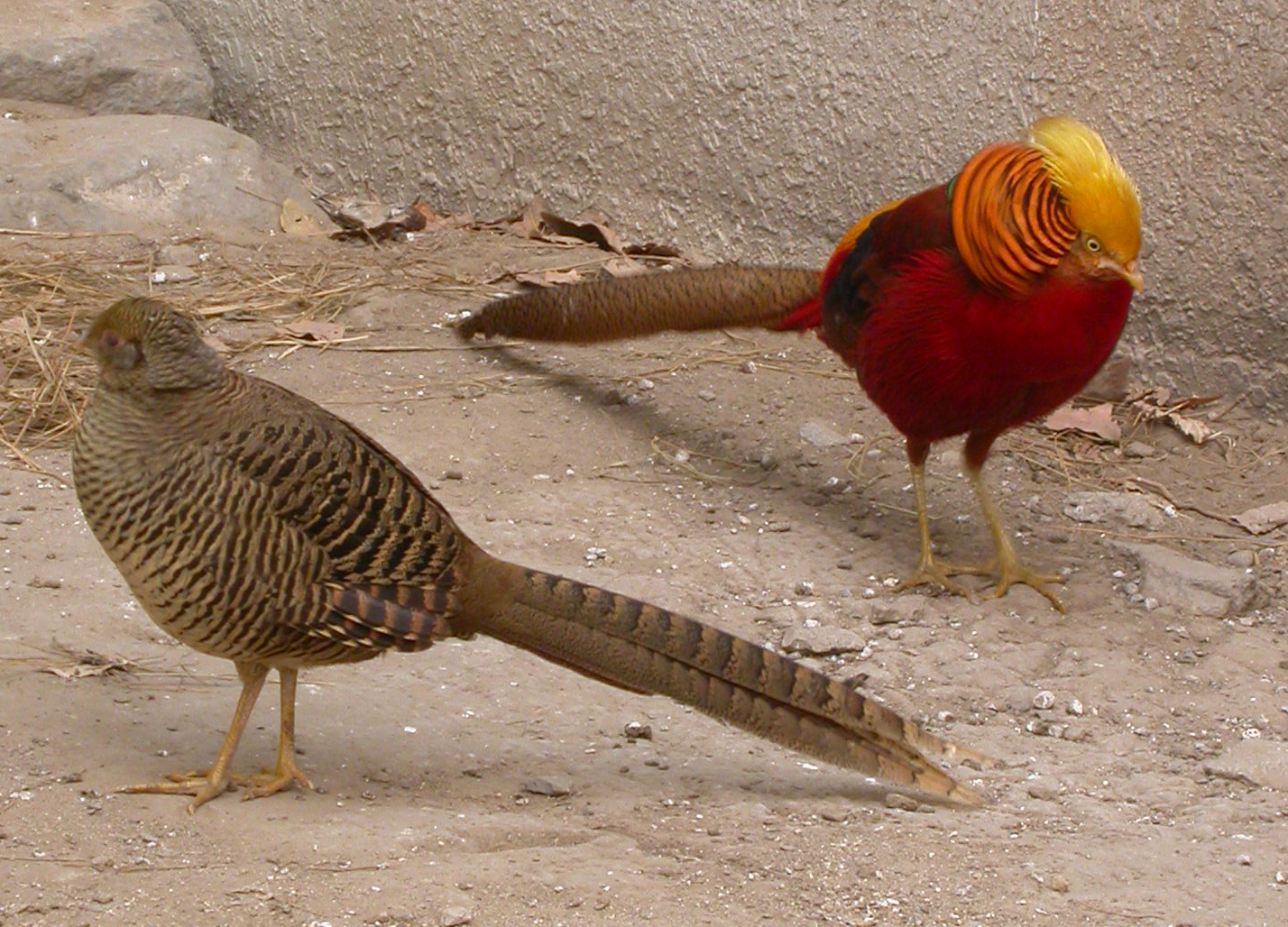
Самка и самец золотого фазана

## Размножение

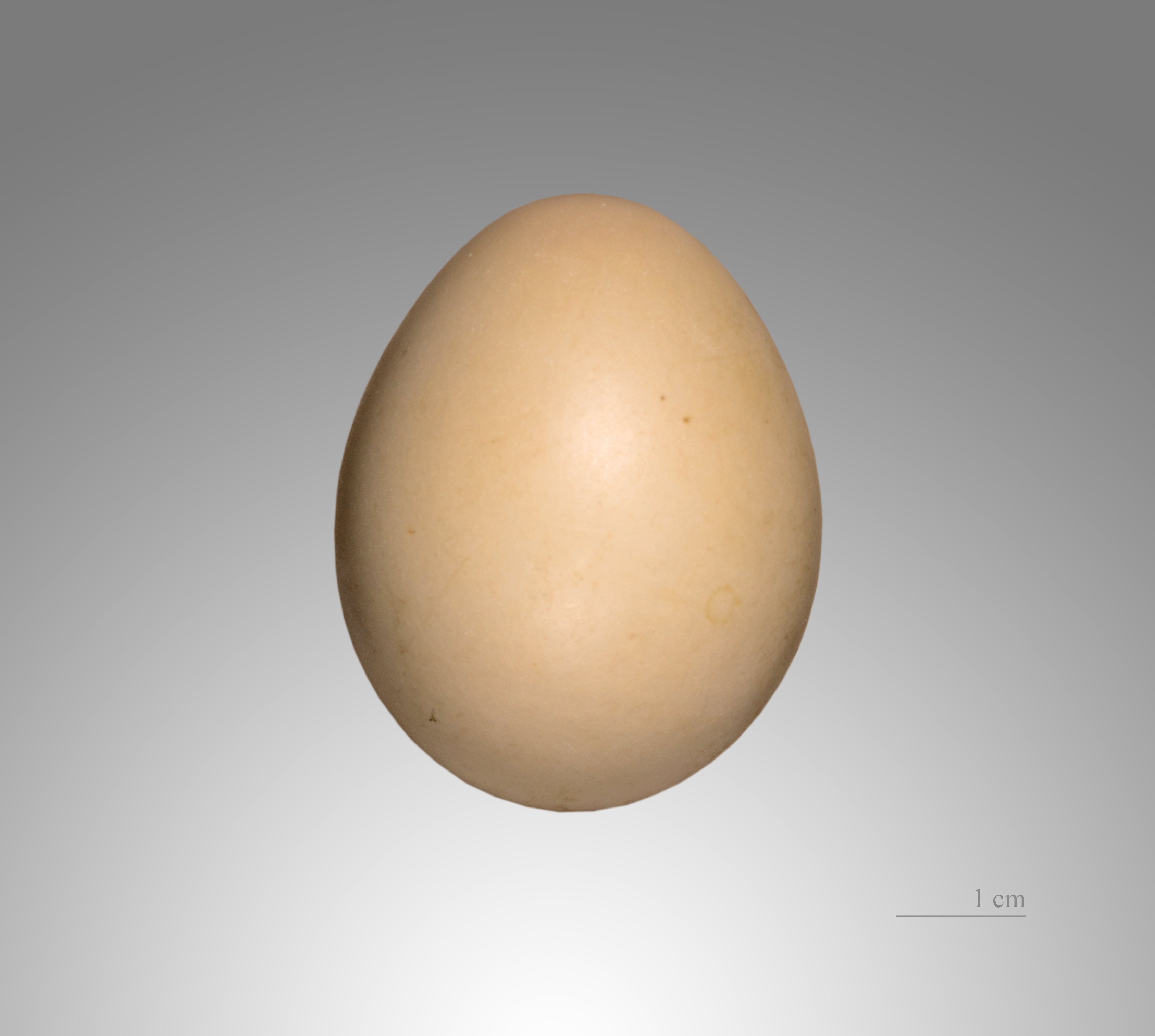
Яйцо золотого фазана

Большую часть года золотые фазаны держатся поодиночке. С наступлением весны поведение птиц меняется, и они начинают стремиться к партнерству.
Самцы в период токования становятся задиристыми и агрессивными по отношению к соперникам. Они завлекают самок при помощи кудахтанья и резких криков «чак». Перед пришедшей на зов самкой исполняется брачный танец: трепеща крыльями, самец кружит возле неё, время от времени останавливается и приближает свою голову к голове избранницы, демонстрируя яркий воротник. Свесив крылья, самец становится так, чтобы выглядеть в лучшем ракурсе, и самка смогла оценить его великолепный хвост. После того как самец в последний раз демонстрирует самке свой наряд, птицы спариваются.
О том, как проходит гнездование, имеется немного сведений. Содержащиеся в неволе птицы откладывают яйца в неглубокие ямки, в кладке может быть до 12 яиц. Во время насиживания яиц самок от врагов спасает пёстрое оперение. Через две недели после появления на свет птенцы фазана встают на крыло, однако продолжают жить с матерью около четырёх месяцев.

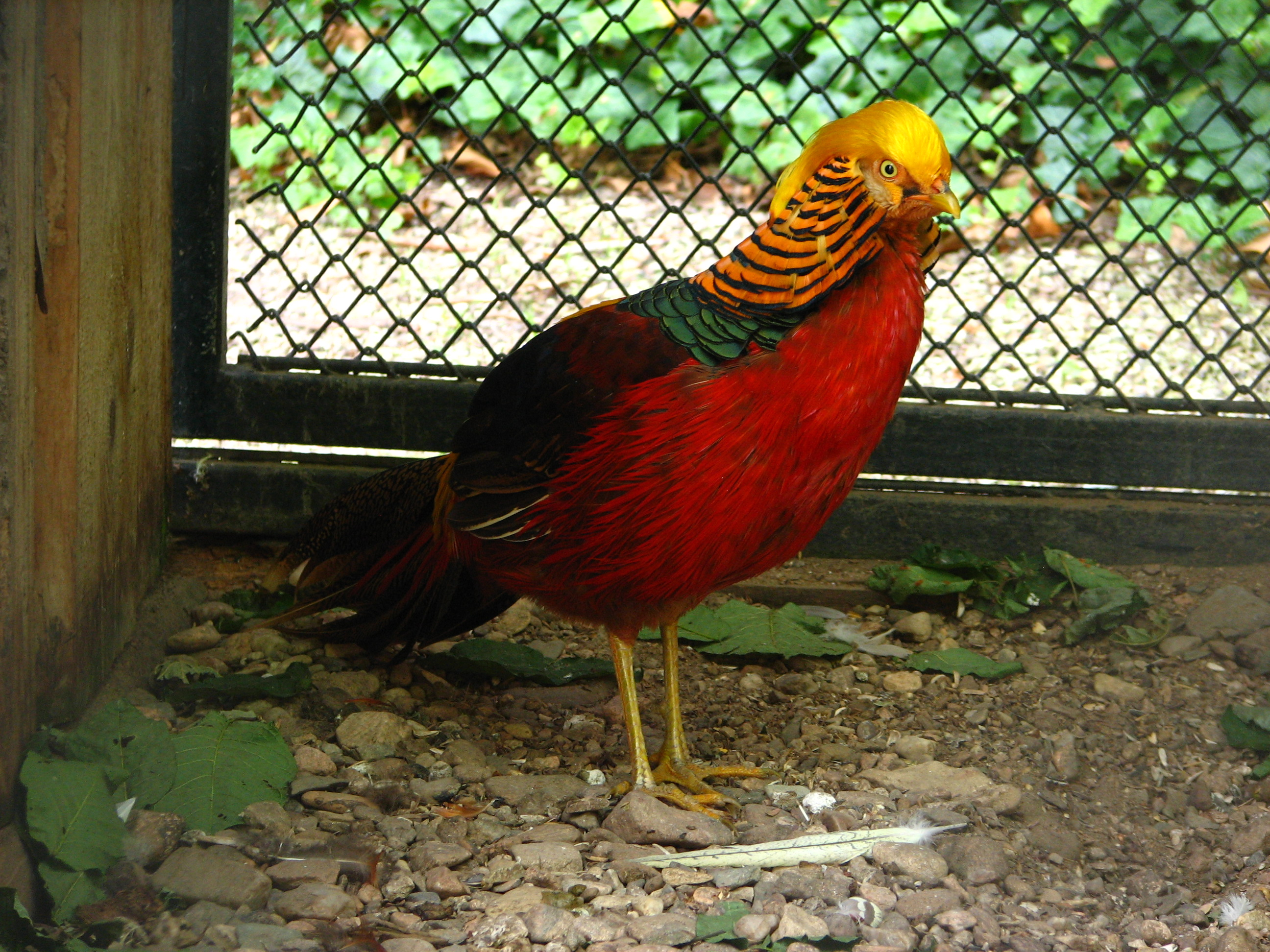
Золотой фазан в клетке

## Золотой фазан и человек

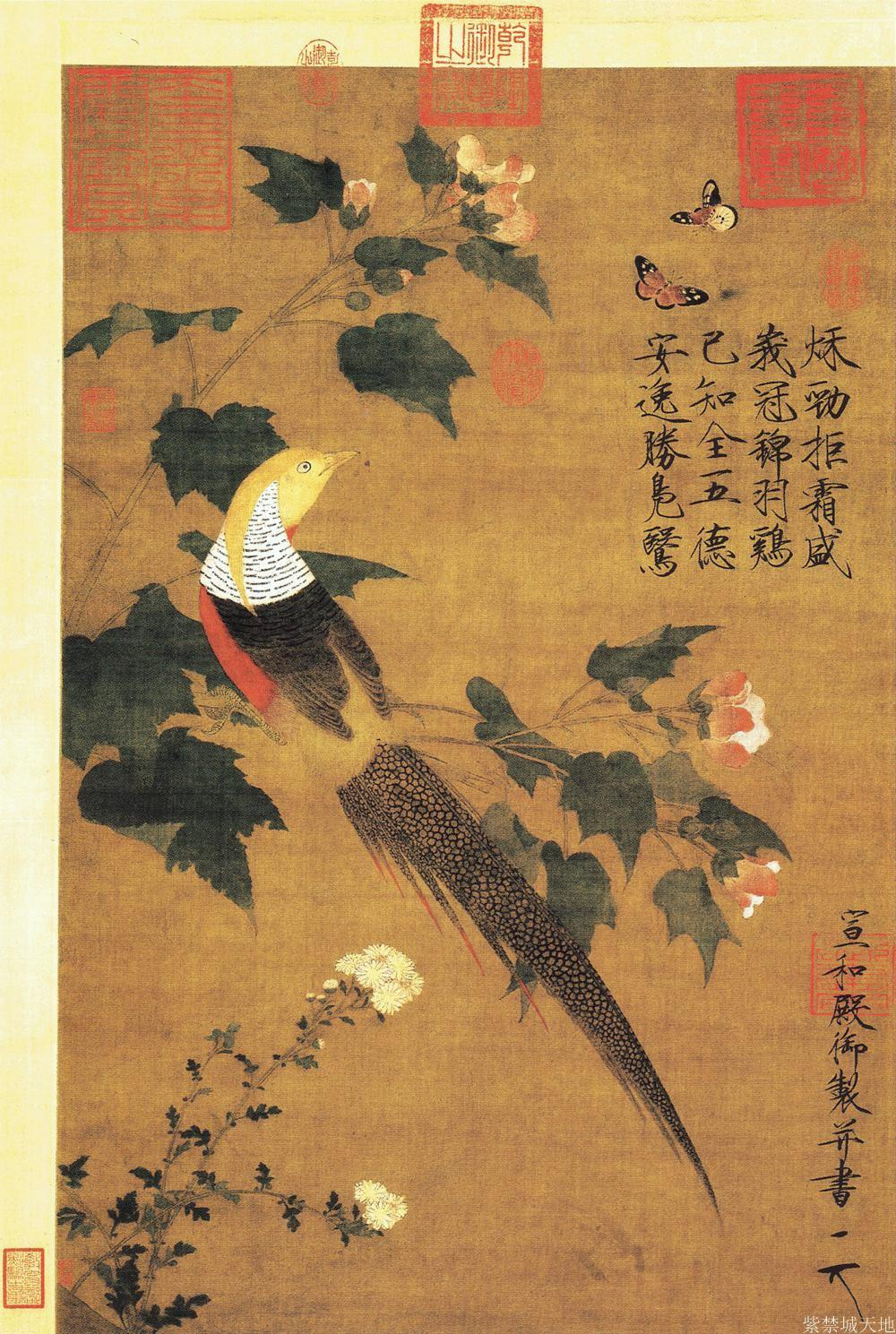
Золотой фазан на картине китайского императора династии Северная Сун Чжао Цзи «Фазан с гибискусом», музей «Гугун», Пекин, КНР; справа вверху под бабочками — стихотворение на китайском (читается справа налево и сверху вниз), а слева внизу — хризантемы

В Китае люди издавна охотятся на золотых фазанов ради мяса и красивых перьев. Золотой фазан также разводится в неволе, особенно в Китае («золотая курица»). 
Золотой фазан получил отражение в китайском искусстве, например, китайский император Чжао Цзи, известный каллиграф и художник, нарисовал картину «Фазан с гибискусом», на которой олицетворены пять моральных качеств человека: литературный талант, воинственность, смелость, милосердие и надёжность.
В прошлом золотые фазаны экспортировались во многие другие страны как экзотические птицы для зоопарков, но в Европе часто гибли от климатических условий. Отлов птиц в подобных целях на состоянии вида практически не отразился, хотя точная численность дикой популяции золотого фазана не известна.
Тысячи золотых фазанов выращиваются в неволе любителями птиц всего мира. В Европе эта птица известна уже давно, однако наблюдатели по-прежнему восхищаются её красотой.

## Охрана
Китайским популяциям исчезновение не грозит. Численность британской популяции составляет 500—1000 пар.

## Генетика
Кариотип: 82 хромосом (2n).
Молекулярная генетика
- Депонированные нуклеотидные последовательности в базе данных EntrezNucleotide, GenBank, NCBI, США: 148 (по состоянию на 28 июля 2015).
- Депонированные последовательности белков в базе данных EntrezProtein, GenBank, NCBI, США: 105 (по состоянию на 28 июля 2015).

Геном: 1,21 пг (C-value).